# زی‌اسکیلر

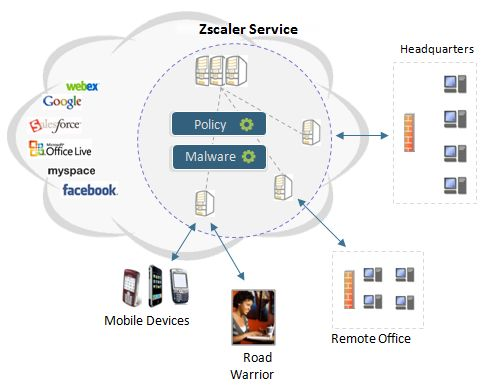
خدمات شرکت زی‌اسکیلر

زی‌ اسکیلر (انگلیسی: Zscaler) شرکت امنیت رایانه آمریکایی است، که در سال ۲۰۰۷ توسط جی چادری تأسیس شد. این شرکت به‌عنوان یکی از ۱۰۰ شرکت بزرگ در بازار بورس نزدک محسوب می‌شود.